# Holostephanus luhei
Holostephanus luhei är en plattmaskart. Holostephanus luhei ingår i släktet Holostephanus och familjen Cyathocotylidae. Inga underarter finns listade i Catalogue of Life.